# Nyugat-Virginia zászlaja
A fehér szín az állam intézményeinek nemes szándékait, a kék szín pedig az Uniót szimbolizálja. A szikla a stabilitás és a folytonosság jelképe, a dátum az állam alapításának napja.
A farmer és a bányász a helyi gazdaság két legfontosabb ágazatára utal, a frígiai sapka (a szabadság jelképe) és a fegyverek azt jelzik, hogy az állam kivívott szabadságát fegyverrel is megvédi, ha kell.